# Рони Уд
Роналд (Рони) Дейвид Уд (на английски: Ronald David „Ronnie“ Wood) е английски рок музикант, автор на песни, певец, художник и радио личност, познат главно като член на Ролинг Стоунс от 1975 г. насам, както и като основател на Фейсис и Джеф Бек Груп.

## Биография
Кариерата му започва през 1964 г., когато е китарист на Бърдс. После влиза в мод групата Криейшън, но това трае за кратко, и участва в малък брой сингли. Уд отива в Джеф Бек Груп през 1967 г., където е бас китарист. Те издават два албума -- Truth и Beck-Ola, които постигат умерен успех. Разпадат се през 1969 г. и Уд отива, заедно с вокалиста Род Стюарт, в групата Фейсис, в която се събират с Рони Лейн, Иън Маклагън и Кени Джоунс, и тримата бивши членове на „Смол Фейсес“. Новата формация, макар омаловажена с култов статут в Щатите, завоюва голяма слава в Обединеното кралство и континенталната част на Европа. Фейсис издават първия си албум, наречен First Step, през 1970 г. След това те издават Long Player и A Nod Is as Good as a Wink... to a Blind Horse. Последната им плоча, носеща името Ooh La La, излиза през 1973 г.
След разпадането на групата, Уд става инициатор на няколко солови проекта, включително първата му солова дългосвиреща плоча, I've Got My Own Album to Do (1974 г.). В албума участват бившият колега Маклагън, както и Джордж Харисън, бившият Бийтъл, и Кийт Ричардс, от Ролинг Стоунс, който отдавна е приятел на Уд. След като Мик Тейлър напуска Ролинг Стоунс, Кийт Ричардс кани Уд да му бъде заместник. Той се присъединява през 1975 г., и оттогава не е променял груповата си принадлежност.
Освен I've Got My Own Album to Do, Уд записва и няколко други солови работи. Now Look е издаден през 1975 г. и най-предното му място е №118 в Билборд, а Уд сътрудничи с Рони Лейн за саундтрака Mahoney's Last Stand. През 1979 г. излиза Gimme Some Neck, който е поставен на 45-о място в САЩ. 1234 е издаден през 1981 г. и достига 164-та позиция. Издава още Slide on This през 1992, Not for Beginners през 2002 и I Feel Like Playing през 2010. Бидейки член на Ролинг Стоунс, той е удостоен с място в Залата на славата на рокендрола през 1989 г., както и през април 2012 г. като член на Фейсис.